# Eerste klasse 1946-47 (voetbal België)
Het seizoen 1946/47 van de Belgische Eerste Klasse ging van start in de zomer van 1946 en eindigde in de lente van 1947. De competitie, die onder de naam Ere Afdeling plaatsvond, telde voor de laatste maal 19 clubs. RSC Anderlecht werd voor de allereerste keer in de geschiedenis van de club kampioen. Na het seizoen waren er vijf degradanten omdat de Eerste klasse vanaf het seizoen 1947/48 werd herleid tot een competitie met 16 ploegen.

## Gepromoveerde teams
Deze teams waren gepromoveerd uit de Tweede Klasse (deze klasse werd nog Eerste Afdeling genoemd) voor de start van het seizoen:
- RFC Brugeois (kampioen in Eerste Afdeling A)
- K. Lyra (kampioen in Eerste Afdeling B)

## Degraderende teams
Deze teams degradeerden naar Tweede Klasse op het eind van het seizoen:
- RCS La Forestoise
- R. White Star AC
- SC Eendracht Aalst
- Sint-Niklaassche SK
- RFC Brugeois

## Titelstrijd
RSC Anderlecht werd voor de eerste maal in haar bestaan landskampioen met twee punten voorsprong op vicekampioen R. OC de Charleroi. Derde werd RFC Malinois dat vijf punten achterstand telde op de kampioen en evenveel punten telde als R. Antwerp FC maar Mechelen had een beter doelpuntensaldo.

## Degradatiestrijd
Omdat de Eerste klasse in het seizoen 1947/48 werd herleid tot een competitie met 16 ploegen waren er dat seizoen vijf degradanten. Het pas gepromoveerde RFC Brugeois werd afgetekend laatste. Ook RCS La Forestoise, R. White Star AC, SC Eendracht Aalst en Sint-Niklaassche SK degradeerden.

## Eindstand
|   |    |                             | P  | W  | G  | V  | +   | -   | DS  | Ptn |
| - | -- | --------------------------- | -- | -- | -- | -- | --- | --- | --- | --- |
| K | 1  | RSC Anderlechtois           | 36 | 21 | 8  | 7  | 112 | 59  | 53  | 50  |
|   | 2  | R. OC de Charleroi          | 36 | 18 | 12 | 6  | 78  | 49  | 29  | 48  |
|   | 3  | RFC Malinois                | 36 | 17 | 11 | 8  | 89  | 49  | 40  | 45  |
|   | 4  | R. Antwerp FC               | 36 | 19 | 7  | 10 | 71  | 51  | 20  | 45  |
|   | 5  | R. Racing Club de Bruxelles | 36 | 16 | 11 | 9  | 82  | 69  | 13  | 43  |
|   | 6  | R. Berchem Sport            | 36 | 17 | 8  | 11 | 89  | 82  | 7   | 42  |
|   | 7  | RFC Liégeois                | 36 | 19 | 3  | 14 | 98  | 64  | 34  | 41  |
|   | 8  | K. Lyra                     | 36 | 13 | 10 | 13 | 64  | 70  | -6  | 36  |
|   | 9  | R. Standard Club Liège      | 36 | 14 | 8  | 14 | 76  | 73  | 3   | 36  |
|   | 10 | K. Liersche SK              | 36 | 13 | 9  | 14 | 80  | 90  | -10 | 35  |
|   | 11 | ARA La Gantoise             | 36 | 14 | 6  | 15 | 64  | 76  | -12 | 34  |
|   | 12 | R. Beerschot AC             | 36 | 13 | 6  | 17 | 66  | 65  | 1   | 32  |
|   | 13 | Union Royale Saint-Gilloise | 36 | 13 | 6  | 17 | 86  | 95  | -9  | 32  |
|   | 14 | K. Boom FC                  | 36 | 13 | 6  | 17 | 53  | 66  | -13 | 32  |
| D | 15 | RCS La Forestoise           | 36 | 10 | 9  | 17 | 55  | 80  | -25 | 29  |
| D | 16 | R. White Star AC            | 36 | 9  | 10 | 17 | 60  | 84  | -24 | 28  |
| D | 17 | SC Eendracht Aalst          | 36 | 10 | 8  | 18 | 66  | 81  | -15 | 28  |
| D | 18 | Sint-Niklaassche SK         | 36 | 11 | 4  | 21 | 53  | 102 | -49 | 26  |
| D | 19 | RFC Brugeois                | 36 | 7  | 8  | 21 | 56  | 94  | -38 | 22  |

P: wedstrijden gespeeld, W: wedstrijden gewonnen, G: gelijke spelen, V: wedstrijden verloren, +: gescoorde doelpunten, -: doelpunten tegen, DS: doelsaldo, Ptn: totaal punten
K: kampioen, D: degradeert

## Topschutter
| Scorer         | Goals | Team           |        |
| -------------- | ----- | -------------- | ------ |
| Jef Mermans    | 39    | RSC Anderlecht | België |
| Paul Deschamps | 37    | RFC Liégeois   | België |
| Bert De Cleyn  | 31    | RFC Malinois   | België |

1895/96 · 1896/97 · 1897/98 · 1898/99 · 1899/00 · 1900/01 · 1901/02 · 1902/03 · 1903/04 · 1904/05 · 1905/06 · 1906/07 · 1907/08 · 1908/09 · 1909/10 · 1910/11 · 1911/12 · 1912/13 · 1913/14 · 1914/15 · 1915/16 · 1916/17 · 1917/18 · 1918/19 · 
1919/20 · 1920/21 · 1921/22 · 1922/23 · 1923/24 · 1924/25 · 1925/26 · 1926/27 · 1927/28 · 1928/29 · 1929/30 · 1930/31 · 1931/32 · 1932/33 · 1933/34 · 1934/35 · 1935/36 · 1936/37 · 1937/38 · 1938/39 · 1939/40 · 1940/41 · 1941/42 · 1942/43 · 1943/44 · 1944/45 · 1945/46 · 1946/47 · 1947/48 · 1948/49 · 1949/50 · 1950/51 · 1951/52 · 1952/53 · 1953/54 · 1954/55 · 1955/56 · 1956/57 · 1957/58 · 1958/59 · 1959/60 · 1960/61 · 1961/62 · 1962/63 · 1963/64 · 1964/65 · 1965/66 · 1966/67 · 1967/68 · 1968/69 · 1969/70 · 1970/71 · 1971/72 · 1972/73 · 1973/74 · 1974/75 · 1975/76 · 1976/77 · 1977/78 · 1978/79 · 1979/80 · 1980/81 · 1981/82 · 1982/83 · 1983/84 · 1984/85 · 1985/86 · 1986/87 · 1987/88 · 1988/89 · 1989/90 · 1990/91 · 1991/92 · 1992/93 · 1993/94 · 1994/95 · 1995/96 · 1996/97 · 1997/98 · 1998/99 · 1999/00 · 2000/01 · 2001/02 · 2002/03 · 2003/04 · 2004/05 · 2005/06 · 2006/07 · 2007/08 · 2008/09 · 2009/10 · 2010/11 · 2011/12 · 2012/13 · 2013/14 · 2014/15 · 2015/16 · 2016/17 · 2017/18 · 2018/19 · 2019/20 · 2020/21· 2021/22 · 2022/23 · 2023/24 · 2024/25